# Panorpodidae
Trata-se de uma família pequena de mecoptera ainda pouco estudada com hábito alimentar saprófago para cadáveres de invertebrados.
Conta com dois gêneros, Brachypanorpa e Panorpodes, descritas respectivamente por Carpenter (1931) e  Maclachlan (1875). O gênero Brachypanorpa possui cerca de 4 espécies encontradas nos Estados Unidos, enquanto o gênero Panorpodes possui cerca de 9 espécies encontradas majoritariamente no Japão, havendo apenas uma espécie, Panorpodes komaensis, que pode ser encontrada na Coréia e uma espécie descrita em 2004 da Califórnia.